# FCEUX
FCEUX는 닌텐도 엔터테인먼트 시스템 및 패밀리 컴퓨터 디스크 시스템 에뮬레이터이다. FCE 울트라(FCE Ultra)의 다양한 포크를 합친 것이다.

## 멀티플레이어 지원
FCEUX의 Win32 및 SDL 버전은 현재 TCP/IP 네트워크 재생 기능을 지원하지 않는다. 컨트롤러가 지원되지 않는다.

## 포트
통합 GTK2 GUI는 2.1.3 버전에서 FCEUX의 SDL 포트에 추가되었다. 이 GTK GUI는 이전 파이썬 프론트엔드인 gfceux를 더 이상 사용하지 않는다.
버전 2.3.0에서 SDL 포트는 GTK2에서 플랫폼 Qt5 GUI 프론트엔드로 마이그레이션되었다. 2.4.0 버전은 Windows, Linux, MacOS 운영 체제에서 SDL 포트를 실행할 수 있는 첫 번째 릴리스이다.
도스, 리눅스(SVGAlib 또는 X), 맥OS(SDL 포트는 FreeBSD, 솔라리스, IRIX와 같은 다른 유닉스 계열 플랫폼에서도 작동해야 한다), 윈도우, GP2X, 플레이스테이션 포터블, 닌텐도 게임큐브, Wii, 플레이스테이션 2, 페퍼패드로 이식되었다.

## 역사
FCE 울트라(FCE Ultra)는 패밀리 컴퓨터 에뮬레이터(FCE)에서 분기되었다. 마지막 풀 릴리스는 2004년 8월 0.98.12 버전인 반면 프리 릴리스 버전 0.98.13-pre는 2004년 9월 소스 코드로만 출시되었다. 그 후, 개발은 멈춘 것처럼 보였고 에뮬레이터를 위한 홈페이지와 포럼은 철거되었다.
공식적인 개발이 이루어지지 않은 상황에서 FCE 울트라의 많은 포크가 만들어졌다. 가장 주목할 만한 것은 FCEU-MM으로, 많은 새롭고 특이한 매퍼를 지원한다. FCEU 재기록은 도구 지원 속도 실행에 유용한 기능을 많이 포함하고 있다. 그리고 FCEOUXDSP는 여러 디버깅 유틸리티를 추가한다.
2006년 3월, 모든 포크를 FCEUX라는 새로운 응용 프로그램으로 결합하는 프로젝트가 시작되었고, FCE 울트라(Ultra)의 다양한 포크의 많은 저자들의 협업을 이끌어냈다.
FCEOUX는 2008년 8월 2일에 처음 공개되었다. 에뮬레이터의 이 포크는 그 이후로 꾸준히 개발되어 왔으며, 다른 포크는 더 이상 사용되지 않으며, 오리지널 FCE 울트라에서는 지원하지 않는 기능들, 예를 들어, 네이티브 무비 레코딩 지원, 루아 스크립트로 게임 플레이를 확장, 향상 또는 변경할 수 있는 기능 등이 있다. 따라서 그것은 이전 세대들보다 훨씬 더 발전되었다.

## 기여자
FCE는 베로가 쓴 것이다. FCE Ultra는 Xodnizel에 의해 쓰여졌다. 앤서니 조르지오와 마크 돌라이너에 의해 다시 활성화되었다.FCEOUX 프로젝트는 제로머스와 세바스티안 포르스트에 의해 시작되었다. 이 그룹의 첫 번째 출시 이전에 추가 작가들이 합류했다. imz, Andrés Delikat, nitsujrehtona, maximus, CaH4e3, qFox, 그리고 Lukas Sabota (punkrockguy318)를 포함한다.다른 기여자들로는 에런 오닐, 조 나흐미아스, 폴 쿨리니에비치, 퀴어스트, 파라시테, 비트마스터, 블립, 니츠자, 루크 구스타프슨, 언베드 코코넛, 제이 라너건, 애크엠, DWEDit, 솔즈, 라자크, 퀴디드, 우게타브, 조가 있다.

## 접수처
디지털 트렌드 (Digital Trends)의 브랜던 위들러 (Brandon Widdler)는 FCEUX를 디버깅, ROM 해킹, 비디오 녹화를 포함한 여러 고급 기능 때문에 NES의 go to emulator로 간주한다.

## 같이 보기
- NES 에뮬레이터 목록